# Katedrala (roman)
Katedrala je roman Ive Brešana s elementima znanstvene fantastike.

## Sadržaj
Pisac likom sveučilišnog profesora latinskog jezika vodi čitatelja kroz
priču o višestoljetnoj gradnji šibenske prvostolnice, Katedrala sv. Jakova.
Ispreplećući povijesna zbivanja i povijesne likove sa sadašnjošću, pisac dramaturški postojano gradi priču o gradnji katedrale, ispreplećući je s fikcijskim sudbinama likova koji su u zbilji posredno i neposredno imali poveznice s katedralom u doba gradnje te paralelnom pričom o sadašnjošnjosti donosi poruku o bezvremenosti ljudskih želja i stremljenja.
U Katedrali, kao i u Brešanovim ranijim djelima Astaroth, Ispovijedi nekarakternog čovjeka, Tri života Tonija Longina, očita je Brešanova zaokupljenost hrvatskom poviješću. Fascinira povijesna faktografija kojim autor gradi fikcijsku priču. Međutim, ta zaokupljenost poviješću lirskog je karaktera i uvijek u funkciji postavljanja etičkih i filozofskih pitanja.